# Michael T. Weiss
Michael T. Weiss (født 2. februar 1962 i Chicago, USA) er en amerikansk skuespiller og tegnefilmsdubber. Han er kendt som stemmen bag Tarzan i Legenden om Tarzan, og både Jason Blood og Etrigan i Justice League.